# Jane Irwin Harrisonová
Jane Irwin Harrisonová (23. července 1804, Mercersburg, Pensylvánie – 11. května 1845) byla snachou 9. prezidenta USA Williama Henryho Harrisona a v roce 1841 vykonávala funkci první dámy USA místo jeho nemocné manželky Anny Harrisonové.